# Geoff Stephens
Geoff Stephens, all'anagrafe Geoffrey Stephens (Londra, 1º ottobre 1934 – 24 dicembre 2020), è stato un paroliere e compositore britannico, molto attivo nel Regno Unito negli anni sessanta e settanta.

## Biografia
Iniziò la sua carriera da dilettante come scrittore di testi teatrali e di canzoni che venivano poi rappresentati dal suo gruppo Four Arts Society, mentre lavorava come insegnante, controllore del traffico aereo e stampava serigrafie. Ciò portò la BBC Radio ad acquistare alcuni dei suoi bozzetti satirici per il programma Monday Night At Home.
Successivamente, sempre nella musica, nel 1964 ebbe la sua prima hit, Tell Me When, scritta in collaborazione con Les Reed, che raggiunse la Top 10 con i The AppleJacks. Nello stesso anno lui e Peter Eden scoprirono Donovan, e ne divennero i suoi agenti, producendo il suo primo singolo di successo e l'album di debutto, What's Bin Did and What's Bin Hid.
Nel 1964 Stephens scrisse The Crying Game, un successo da Top 5 per Dave Berry (ripresa nel 1992 da Boy George, e inserita nella colonna sonora dell'omonimo film). Nel 1966 costituì la The New Vaudeville Band, scrivendo una canzone stile anni venti. Il singolo di debutto del gruppo, Winchester Cathedral, raggiunse il n. 1 nel Billboard 100 negli Stati Uniti, e ne furono realizzate una quantità impressionante di cover fra le quali si ricordano quelle di Dizzy Gillespie e Frank Sinatra. Essa fu seguita da altri successi dei gruppi musicali "Peek A Boo", "Finchley Central" e "Green Street Green".
Con John Carter, Stephens scrisse Semi-Detached Suburban Mr. James per Manfred Mann e con Les Reed, There's a Kind of Hush per The New Vaudeville Band. Un anno dopo, una cover di There's a Kind of Hush divenne un successo di Herman's Hermits e qualche anno dopo di The Carpenters. Negli anni seguenti scrisse, da solo o in collaborazione, successi per The Hollies ("Sorry Suzanne"), Ken Dodd (Tears Won't Wash Away These Heartaches), Cliff Richard (Goodbye Sam, Hello Samantha), Tom Jones (Daughter of Darkness), Mary Hopkin (Knock Knock, Who's There), Scott Walker (The Lights of Cincinnati), Dana (It's Gonna Be a Cold Cold Christmas), The Drifters (Like Sister And Brother), Crystal Gayle (It's Like We Never Said Goodbye), Hot Chocolate (I'll Put You Together Again) e, il più grande successo, numero 1 nel Regno Unito, per David Soul, (Silver Lady). Altro successo per i The New Seekers, You Won't Find Another Fool Like Me).
Nel 1983 Stephens e Don Black composero le canzoni per i musical, Dear Anyone, seguita pochi anni dopo da The Magic Castle con Les Reed. Recentemente ha scritto "To All My Loved Ones", da eseguire come pezzo centrale al Festival of Remembrance alla Royal Albert Hall.

## Discografia
Album
- 1991 - Off The Wall: A Revuesical (con Don Black)